# Tierrantona
Tierrantona es una localidad española capital del municipio de La Fueva, en el Sobrarbe, provincia de Huesca, Aragón. Se trata de un núcleo que aparenta tener nueva construcción, aunque se han podido encontrar documentos de principios del siglo XII.

## Geografía
Tierrantona se encuentra en un llano de La Fueva, en la zona de baja altitud, en la margen derecha del barranco de Usía, a unos 3 km al sudeste del cerro de San Salvador y por tanto de donde acaba el antiguo término municipal de Rañín.

## Historia
Al contrario de como pasa con la mayoría de núcleos de población de la subcomarca de La Fueva, Tierrantona no parece que haya tenido nunca una función defensiva, puesto que se halla a poca altitud y es bien accesible desde todos los lados. La primera noticia de esta localidad es del año 1076, con la realización de un concilio Cartulario de Roda. En 1102 Pedro I de Aragón dio y confirmó la donación que Juan hizo a la iglesia de san Vicente de Roda. Según el medievalista Agustín Ubieto Arteta, el nombre de Tierrantona aparece en los documentos históricos dl año 1102, dando nombre a un castillo (Murel de Terranthona) que se debería de encontrar en los alrededores, y que él identificó con el actual Morillo de Monclús. En el censo de 1495 se documenta con el nombre de Tierra Anthona. En 1488 tenía 11 fuegos (casas), 15 en 1495 y 17 en 1609. En 1610 el pueblo era del camarero de Roda. Tuvo ayuntamiento propio en 1834, y en 1845 se unió a Morillo de Monclús, cuando tenía 34 casas y 120 habitantes.

## La iglesia
Con todo, la iglesia del lugar es el solo edificio medieval que queda. Data del siglo XII de cuando Ubieto encuentra documentaciones, y está consagrada a la Asunción. Es un templo románico de nave rectangular y ábside de tambor, logrando mantenerse fiel a los patrones del siglo XII. En el siglo XVII y en el XVIII se le adhosaron dos capillas laterales, de las cuales la que miraba a la plaza se eliminó. La puerta (del siglo XVI) se abre a la plaza del pueblo. La torre tiene tres cuerpos y aparece coronada por friso de arcos ciegos de moderna factura y tejado con cuatro faldones de doble inclinación, añadidos que hicieron en el siglo XIX.
Es una iglesia grande en comparación con las de otros sitios del Sobrarbe, lo que hace ver que Tierrantona no sería para nada un lugar pequeño, al menos en los tiempos en que se construyó.

## Demografía
Es imprescindible especificar la fuente de los datos.
Para ello, usa el parámetro "fuente".
Para más información, consulta Plantilla:Evolución demográfica/doc.

## Fiestas
- 20 de enero, fiesta mayor: en honor a San Sebastián.[4]
- El segundo fin de semana de julio, fiesta menor: en honor a San Cristóbal.[4]

## Otros datos
En las cercanías se halla una villa romana. Se conserva en esta localidad y en los pueblos próximos el aragonés fobano.

## Imágenes

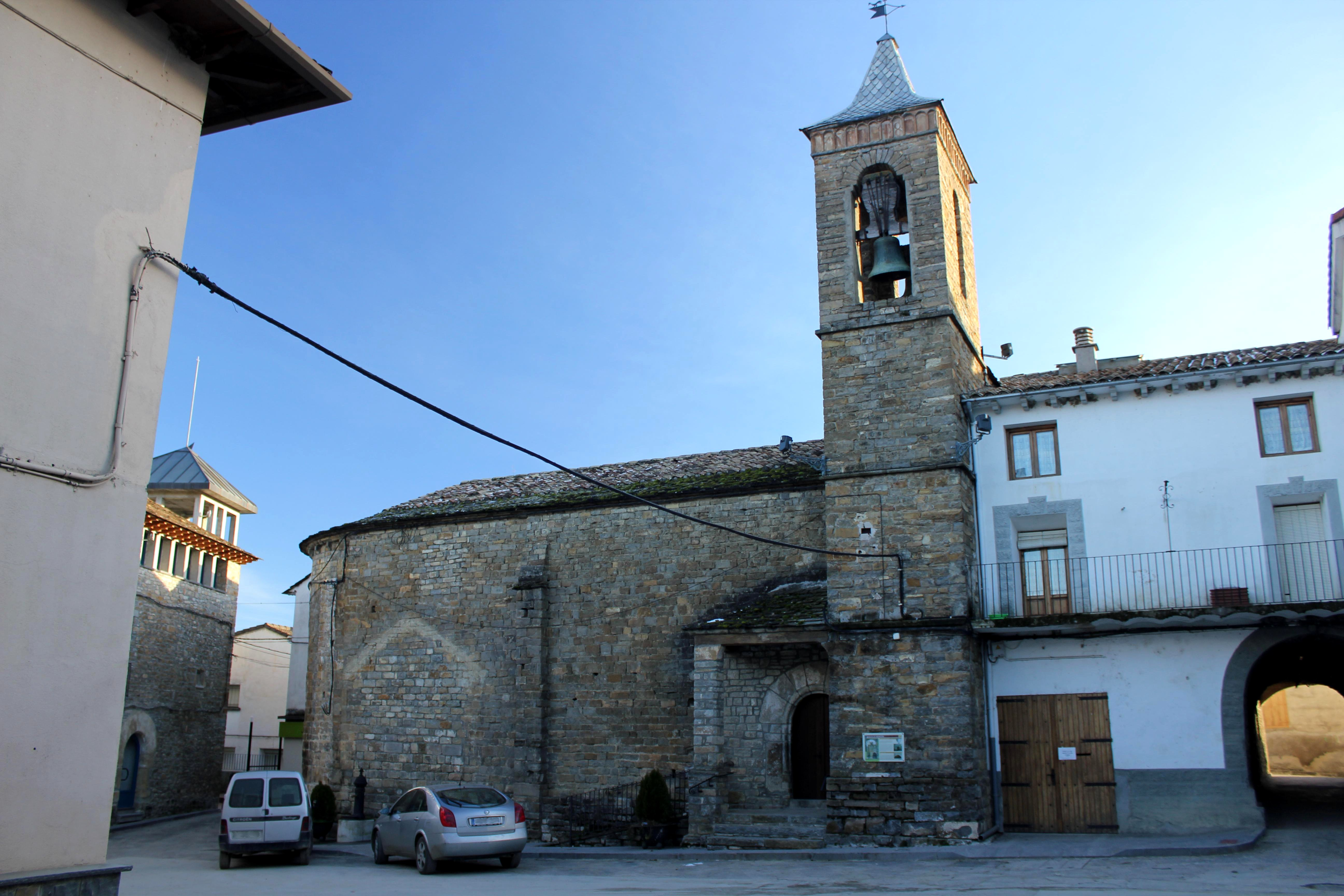
La iglesia de Santa María de la Asunción de Tierrantona.
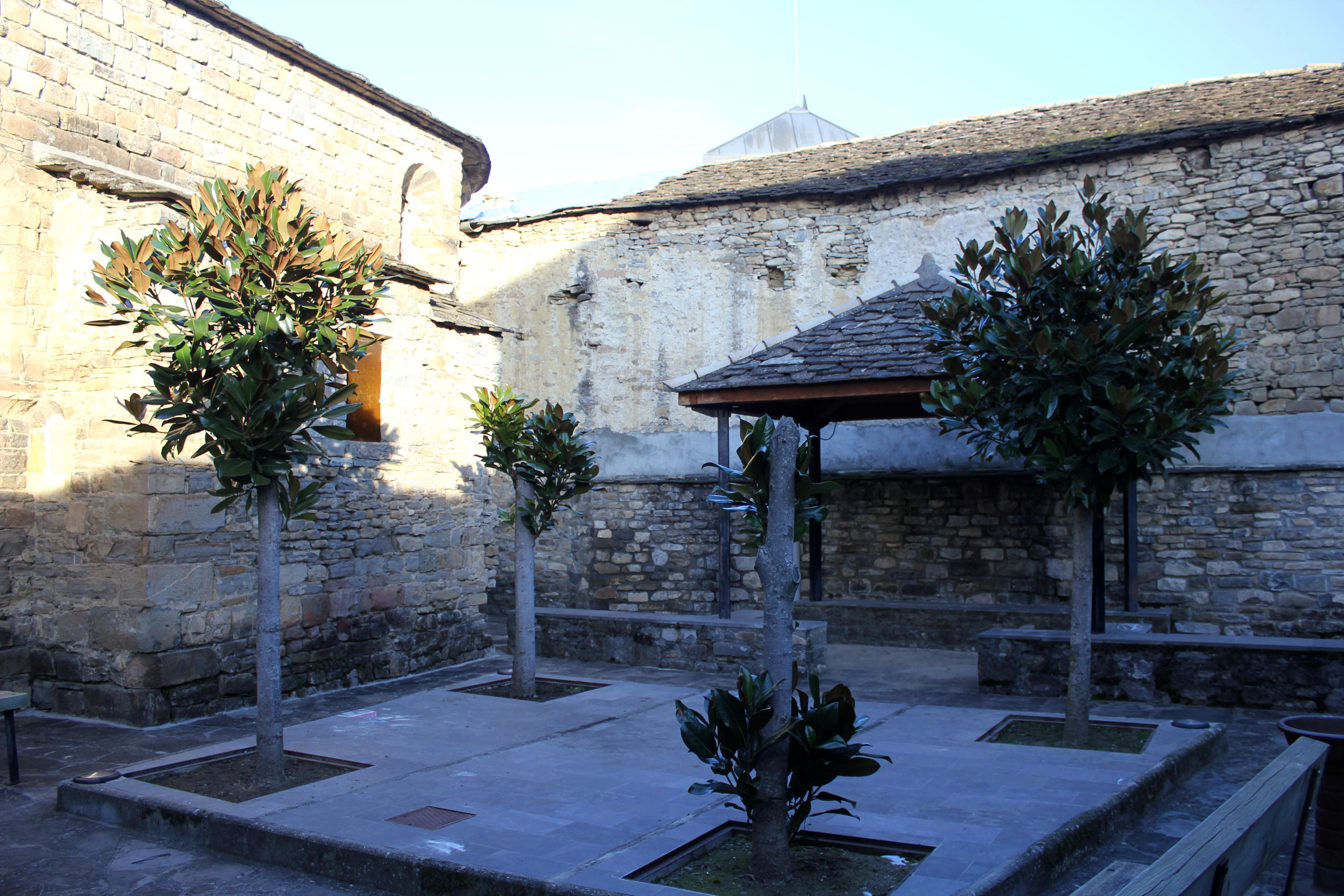
El claustro de la iglesia, del siglo XVI.